# Wrath (album)
 For alternative betydninger, se Wrath. (Se også artikler, som begynder med Wrath)
Wrath er Lamb of Gods femte studiealbum, som udkom 26. februar 2009. Første single fra albummet er Set to Fail.